# Herb Lubalin
Herbert (Herb) Frederick Lubalin (* 17. März 1918 in New York City; † 24. Mai 1981 ebenda) war ein US-amerikanischer Grafikdesigner und ein bedeutender Schriftgestalter der 60er und 70er Jahre. Er war einer der Mitbegründer der International Typeface Corporation (ITC).

## Biografie
Nach einem Studium von 1936 bis 1939 an der Privaten Hochschule Cooper Union in New York und einer Beteiligung an der Weltausstellung 1939 in New York war es für Herb Lubalin nicht einfach, eine geeignete Beschäftigung zu finden. In den 40er Jahren arbeitete er zunächst bei Reiss Advertising und später bei Sudler & Hennessey. Hier lernte er den Designer George Lois (geb. 1939), den Designer John Pistilli (1925–2003) und den Kunst- und Modefotograf Art Kane (1925–1995) kennen und arbeitete mit ihnen zusammen. Eine Zeitlang war er als Art Director hier eingesetzt und später als leitender Angestellter bei verschiedenen anderen New Yorker Werbeagenturen wie Deutsch & Shea, Fairchild Publications u. a tätig.
1964 gründete er dann seine eigene Agentur, Lubalin Inc., die er bis 1969 mit verschiedenen Partnern – u. a. Tom Carnase (geb. 1939) und Alan Peckolick (1940–2017) – fortführte. In dieser Zeit entwarf er auch eine Zeitschriftenfolge für Ralph Ginzburg (1929–2006). Ab 1969 nannte sich die Agentur Lubalin, Smith & Carnase Inc. In dieser neuen Agentur gab er eine weitere Zeitschrift mit dem Namen Fact heraus. Chefredakteur war Warren Boroson (geb. 1939). Diese Zeitschrift geriet aber in Schwierigkeiten durch die Veröffentlichung eines Artikels über den republikanischen Präsidentschaftskandidaten Barry Goldwater (1909–1998) mit dem Titel „Das Unterbewusste eines Konservativen“. Goldwater verklagte daraufhin die Zeitschrift mehrfach, bis sie eingestellt werden musste.  Daraufhin gaben Lubalin und Ginzburg eine neue Zeitschrift mit dem Namen Avant Garde heraus.
Herb Lubalin gründete 1970 gemeinsam mit Aaron Burns die International Typeface Corporation (ITC) mit dem Ziel, Schriften unabhängig vom Satzsystem für jeden zugänglich zu machen. Seit 1973 gab er die ITC-Hauszeitschrift Upper and Lower Case (U&lc) heraus. Ab 1972 nahm er neben der Verlegerarbeit auch Lehraufträge an der Cornell University und der Cooper Union in New York wahr.
Lubalin wurde mit zahlreichen Preisen ausgezeichnet und nahm an vielen internationalen Ausstellungen teil. Er hatte verschiedene Lehraufträge, u. a. ab 1972 an der Cornell University sowie an der Cooper Union in New York.

## Schriftentwürfe
Lubalin hat u. a. die Schriften Avant Garde, Busorama, Lubalin Graph, Ronda und Serif Gothic entworfen oder war maßgeblich an ihrer Entstehung beteiligt.

## Ehrungen und Auszeichnungen
- 1984 erhielt er postum die Type Directors Club Medal des Type Directors Club.